# Park So-hyun
Park So-hyun (11 de febrero de 1971) es una actriz surcoreana. 

## Carrera
Es parte del programa de radio Love Game que se transmite a través de SBS Power FM desde 1999. También participó en el espectáculo de variedades We Got Married.
El 20 de septiembre de 2016, Park So-hyun y Leo (VIXX) colaboraron para celebrar el 20 Aniversario de SBS Power FM lanzando la canción "that's All" (Hangul: 그뿐야).

## Filmografía

### Serie de televisión
| Año  | Título                           | Rol                | Red          |
| ---- | -------------------------------- | ------------------ | ------------ |
| 1992 | Tomorrow Is Love                 | Han Hye-bin        | KBS2         |
| 1994 | General Hospital                 | MBC                |              |
| 1996 | Open Your Heart                  | MBC                | Yoo Da-young |
| 2001 | Way of Living: Couple            | Park Mi-ja         | SBS          |
| 2003 | Rose Fence                       | Kang Jae-kyung     | KBS          |
| 2004 | Lotus Flower Fairy/Heaven's Fate | Jang Shi-mong      | MBC          |
| 2007 | The Innocent Woman               | Baek Il-hong       | KBS          |
| 2009 | Triple                           | Coach Shin (cameo) | MBC          |
| 2012 | My Husband Got a Family          | radio DJ (cameo)   | KBS2         |
| 2013 | Goddess of Marriage              | cameo              | SBS          |
| 2014 | My Dear Cat                      | Han Eun-sook       | KBS1         |
| 2015 | Missing Noir M                   | Kang Joo-young     | OCN          |

### Cine
| Año  | Título                 | Rol           |
| ---- | ---------------------- | ------------- |
| 1997 | Repechage              |               |
| 2003 | A Man Who Went to Mars | Seon-mi       |
| 2010 | Foxy Festival          | Bunny (cameo) |

### Programas de televisión
| Año  | Título      | Notas                                  |
| ---- | ----------- | -------------------------------------- |
| 2016 | Battle Trip | participó junto a Kim Sook (ep. 23-24) |